# توكوغاوا إييوشي
توكوغاوا إييوشي (باليابانية: 徳川 家慶) عاش في الفترة بين (22 يونيو 1793 - 27 يوليو 1853) كان الشوغون الثاني عشر في شوغونية توكوغاوا والذي حكم في الفترة بين 1837 حتى 1853. إييوشي هو ثاني أبناء توكوغاوا إييناري الشوغون الحادي عشر.